# Криниченское сельское поселение
Криниченское се́льское поселе́ние — муниципальное образование в Острогожском районе Воронежской области Российской Федерации.
Административный центр — село Криница.

## История
Статус и границы сельского поселения установлены Законом Воронежской области от 2 декабря 2004 года № 88-ОЗ «Об установлении границ, наделении соответствующим статусом, определении административных центров муниципальных образований Грибановского, Каширского, Острогожского, Семилукского, Таловского, Хохольского районов и города Нововоронеж».

## Население
| 2000  | 2005  | 2010  | 2012  | 2013  | 2014  | 2015  |
| ----- | ----- | ----- | ----- | ----- | ----- | ----- |
| 2786  | ↘2529 | ↘2331 | ↘2265 | ↘2232 | ↗2234 | ↗2247 |
| 2016  | 2017  | 2018  |       |       |       |       |
| ↘2217 | ↘2214 | ↘2189 |       |       |       |       |

## Состав сельского поселения
| №  | Населённый пункт     | Тип населённого пункта       | Население |
| -- | -------------------- | ---------------------------- | --------- |
| 1  | Александровка        | хутор                        | →177      |
| 2  | Должик               | хутор                        | ↘350      |
| 3  | Кодубец              | хутор                        | ↘25       |
| 4  | Криница              | село, административный центр | ↘382      |
| 5  | Литвиновка           | хутор                        | ↗5        |
| 6  | Луки                 | посёлок                      | ↘736      |
| 7  | Павловский           | посёлок                      | ↘28       |
| 8  | Пески-Харьковские    | посёлок                      | ↗92       |
| 9  | Рыбное               | село                         | ↘427      |
| 10 | Средне-Воскресенское | село                         | ↗72       |
| 11 | Таволжанка           | посёлок                      | ↗37       |